# Stylida
Stylida (Grieks: Στυλίδα) is sedert 2011 een fusiegemeente (dimos) in de Griekse bestuurlijke regio (periferia) Centraal-Griekenland.
De drie deelgemeenten (dimotiki enotita) van de fusiegemeente zijn:
- Echinaioi (Εχιναίοι)
- Pelasgia (Πελασγία)
- Stylida (Στυλίδα)

## Zustersteden
- Amelia (Italië)